# Мыс Желания
Мыс Желания — мыс на Северном острове архипелага Новая Земля, вблизи его крайней северной оконечности. Назван Виллемом Баренцем в 1596 году. Около мыса находится полярная станция «Мыс Желания» (с 1931), во время Великой Отечественной войны станция на мысе подвергалась обстрелу немецкими подлодками.

## Природа и география
Мыс представляет собой обрывистый утёс высотой до 28 м, который соединён с берегом низким перешейком. С северо-запада и юго-востока мыс Желания издали кажется островом. Поверхность мыса представляет собой плато. Он сложен из светло-серого песчаника, подвергающегося сильному выветриванию. Перешеек состоит из песчаника с примесью глины, крупного песка и гравия. У мыса встречаются камни, а к востоку-северо-востоку от него расположено несколько скалистых островков. Глубины в районе мыса очень неравномерные. От мыса Желания принято проводить границу между Баренцевым и Карским морями.

## История названия
На карте голландской экспедиции Виллема Баренца 1596 года название мыса — Желанный. В форме «мыс Желания» оно закрепилось в результате неточного перевода этого названия на русский язык. Исконное поморское название мыса — Доходы, то есть место, до которого поморские зверопромышленники доходили по западному берегу Новой Земли. За этим мысом начиналось Карское море, неблагоприятное для промысла из-за ледовитости.

## Объекты
- На Мысе Желания установлен маяк Желания.
- Полярная станция «Мыс Желания» расположена на перешейке, соединяющем мыс Желания с берегом. Постройки станции и радиомачты приметны с юго-востока.